# Cornești (okręg Bacău)
Cornești – wieś w Rumunii, w okręgu Bacău, w gminie Filipești. W 2011 roku liczyła 140 mieszkańców.